# Messor wasmanni
Messor wasmanni är en myrart som beskrevs av Krausse 1910. Messor wasmanni ingår i släktet Messor och familjen myror. Inga underarter finns listade i Catalogue of Life.